# سانتياغو كاسترو
سانتياغو كاسترو (بالإسبانية: Santiago Castro)‏ (16 مايو 1947 موغرادوس إسبانيا - ) هو لاعب كرة قدم إسباني، يلعب كلاعب وسط، لعب 329 مباراة وسجل 49 هدف.

## مسيرته

### مسيرته مع الأندية
- 1967 - 1968 لعب مع راسينغ فيرول 59 مباراة سجل خلالها 17 هدف.
- 1968 - 1970 لعب مع نادي برشلونة 19 مباراة سجل خلالها هدف.
- 1970 - 1980 لعب مع سلتا فيغو 251 مباراة سجل خلالها 31 هدف.

## روابط خارجية
- سانتياغو كاسترو على موقع قاعدة بيانات كرة القدم.إي يو (الإنجليزية)
- سانتياغو كاسترو على موقع عالم كرة القدم.نت (الإنجليزية)